# هری کلارک (هنرمند)
هری کلارک (به انگلیسی: Harry Clarke) هنرمند ایرلندی متولد دوبلین است.

## نگارخانه

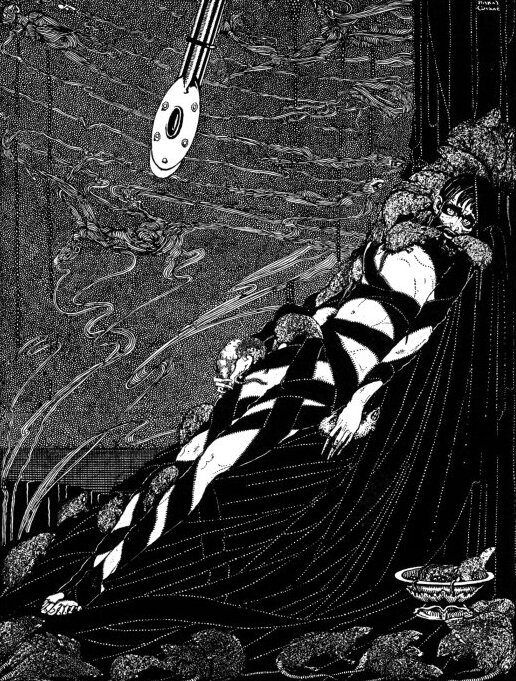
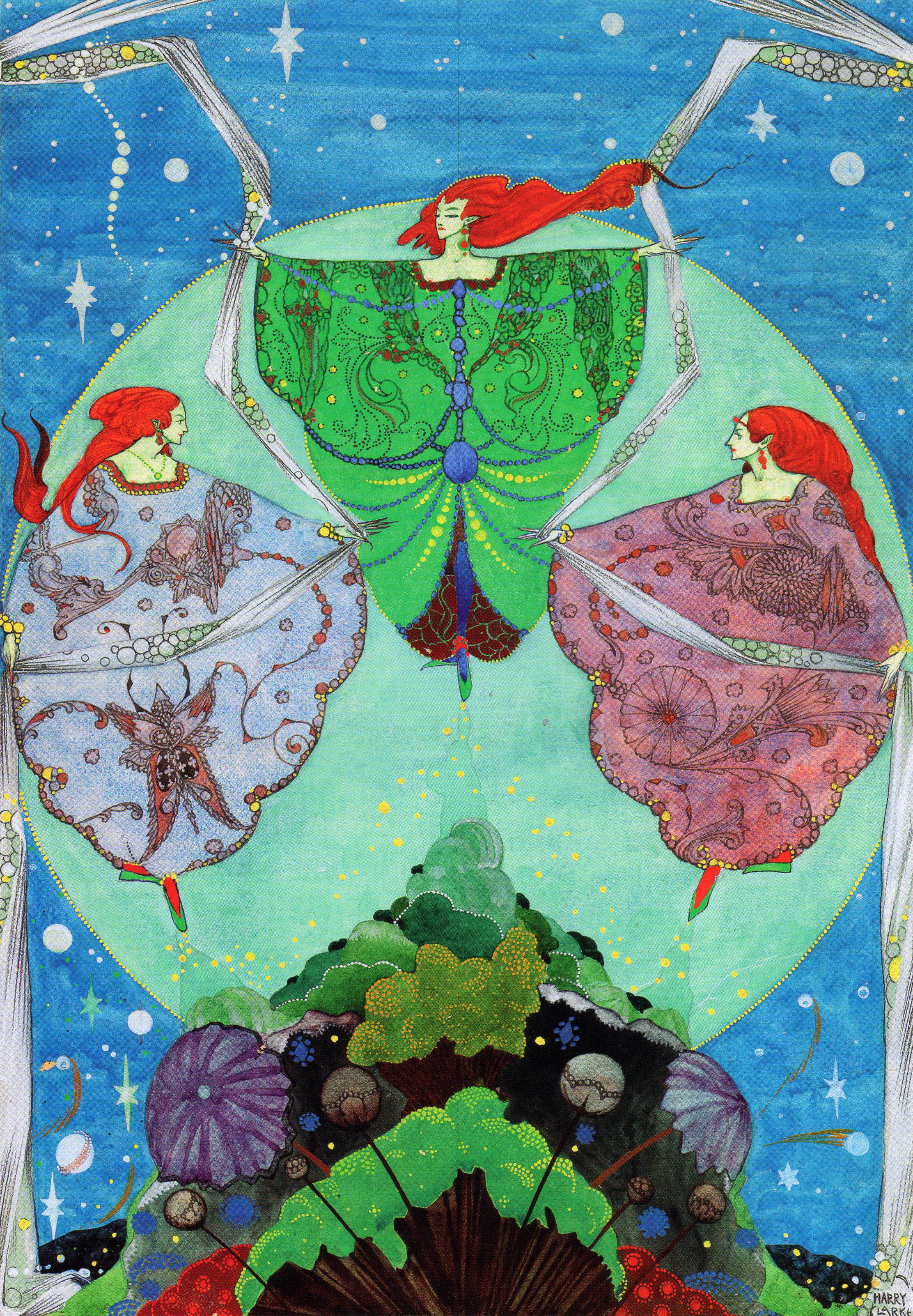
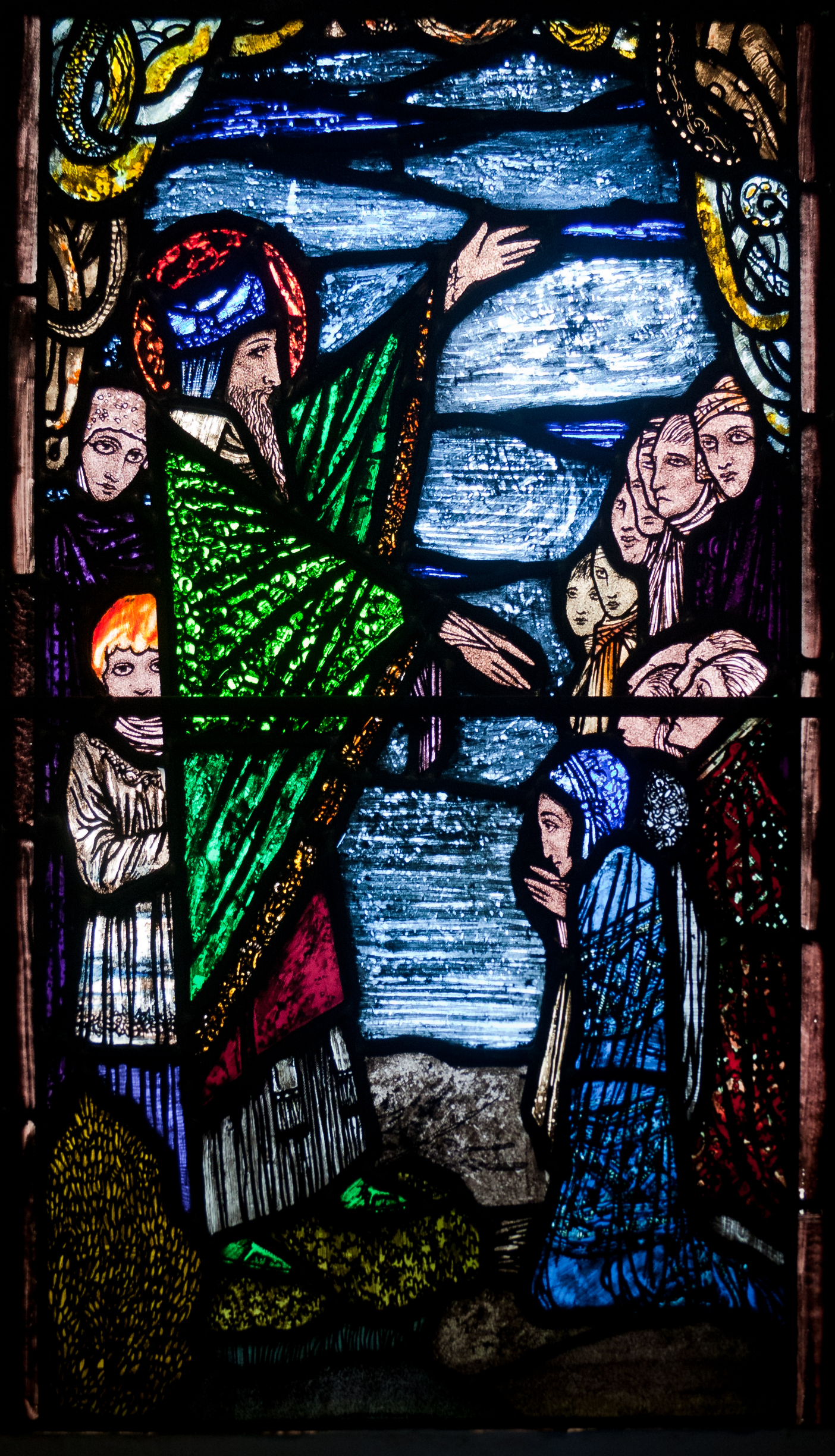